# Binaced
Binaced – gmina w Hiszpanii, w prowincji Huesca, w Aragonii, o powierzchni 78,49 km². W 2011 roku gmina liczyła 1498 mieszkańców.